# Animal Planet
O Animal Planet (tradução literal: Planeta Animal) é um canal de televisão por assinatura com sede nos Estados Unidos da América e transmitido também para a América latina. Estabelecido pela primeira vez em 1 de outubro de 1996, a rede é dedicada principalmente a séries e documentários sobre animais selvagens e animais domésticos. O canal pertence à Warner Bros. Discovery.
O canal era originalmente uma joint venture com a BBC Worldwide e favorecia a programação educacional, como documentários sobre a natureza. Em 2008, o Animal Planet adotou uma direção de programação mais madura, com ênfase em retratos agressivos e predatórios de animais, bem como um aumento de documentários e programas de realidade seguindo investigações e ocupações relacionadas a animais. O Animal Planet teve uma nova reformulação em outubro de 2018, voltando para uma direção mais orientada para a família.
Em janeiro de 2016, aproximadamente 91.603.000 domicílios receberam o Animal Planet.

## Programas
Muito Fofos
Acompanhe os primeiros três meses de três ninhadas extremamente fofas.
Meu Gato Endiabrado
Jackson Galaxy trata de gatos endiabrados. Será que ele conseguirá educar todos os gatos? Descubra vendo Meu Gato Endiabrado.
Com Água Até o Pescoço
Brett Raymer e Wayde King se dedidcam a criação de diversos tipos de aquário por Las Vegas.